# Gabriel Calzada
Gabriel Calzada Álvarez (* 16. Mai 1972 in Las Palmas) ist ein spanischer Ökonom der österreichischen Schule.

## Leben
Calzada wuchs auf Gran Canaria auf. Mit 18 Jahren begann er ein Studium der Wirtschaftswissenschaften an der Universität Complutense Madrid. Während eines Austauschaufenthaltes in Deutschland lernte er seine zukünftige Ehefrau, eine Belgierin, kennen, mit der er drei Töchter hat. Seinen Master-Abschluss erlangte er an der Universität Rey Juan Carlos. Ab 2007 kam Calzada regelmäßig für Vorträge nach Guatemala, später zog er mit seiner Familie dorthin.
Calzada war von 2013 bis 2021 Rektor der Universidad Francisco Marroquín und von 2012 bis 2013 Vizerektor. Er ist außerdem Mitglied des Verwaltungsrats der Association for Private Enterprise Education (USA) und Förderer und Gründungspartner der Madrid Online Business School Manuel Ayau (OMMA).
Gabriel Calzada Álvarez ist Mitglied und aktuell (seit 2021) Präsident der Mont Pelerin Society. Bei mehreren Gelegenheiten wurde er vom US-Kongress und Senat eingeladen, um zu Themen wie Energie- und Umweltpolitik auszusagen.